# Anamorfa
Anamorfa – bezpłciowa postać rozwojowa (morfa) u grzybów. U wielu grzybów należących do workowców występują dwie postacie rozwojowe; anamorfa rozmnażająca się bezpłciowo i teleomorfa rozmnażająca się płciowo. U podstawczaków zdarza się to bardzo rzadko.
Występowanie anamorfy i teleomorfy jest charakterystyczne dla niemal wszystkich grzybów pasożytniczych. Zazwyczaj anamorfa jest pasożytem. Jej grzybnia jest haploidalna i wytwarza bezpłciowo zarodniki zwane konidiami. Dokonują one infekcji zaatakowanych roślin. Zwykle w sezonie wegetacyjnym cykl wytwarzania konidiów powtarza się wielokrotnie. W okresie przerwy w wegetacji roślin, co w naszym klimacie następuje od jesieni do wiosny, wytwarzana jest na opadłych liściach, owocach, na pędach czy korze teleomorfa, która jest saprotrofem.
W początkach badań nad grzybami często nie kojarzono z sobą stadium teleomorfy i anamorfy. Liczne są przypadki, że anamorfę i teleomorfę tego samego gatunku opisano pod różnymi nazwami jako dwa odrębne gatunki. Często bowiem rozwijają się one na innych częściach rośliny, a nawet na innych gatunkach roślin, w innym czasie i są niepodobne morfologicznie. Tak np. w 1847 r. opisano gatunek Oidium tuckeri. Znacznie później okazało się, że jest on anamorfą gatunku Erysiphe necator wywołującego chorobę zwaną mączniakiem prawdziwym winorośli. W 2011 r. w Melbourne ustalono, że pierwszeństwo ma nazwa ustalona wcześniej (art. 59 International code of Nomenclature for algae, fungi, and plants). W tym przypadku więc opisany w 1847 r. Oidium tuckerii nie jest już obecnie odrębnym gatunkiem, lecz synonimem Erysiphe necator zdiagnozowanym w 1832 r. W ten sposób liczne dawniej odrębne gatunki grzybów stały się tylko synonimami. Niestety, w licznych przypadkach zamiast uprościć taksonomię grzybów, wprowadziło do niej chaos.
Dla wielu gatunków grzybów (np. Alternaria solani) teleomorfa jest nieznana. Albo nie istnieje w ogóle, albo nie udało się jeszcze jej ustalić. Często taksonomia takiej anamorfy jest niepełna. Włączana jest do gromady workowców czy podstawczaków bez pośrednich jednostek taksonomicznych (klasa, rząd, rodzina), lub występują tylko niektóre jednostki taksonomiczne. Brakujące jednostki taksonomiczne są w Index Fungorum opisywane jako incertae sedis.
Pozostaje jednak problem; skoro znamy tylko formę rozmnażającą się bezpłciowo, skąd wiadomo, czy jest to grzyb workowy czy podstawkowy? Rozpoznaje się to m.in. morfologicznie. U grzybów workowych ściana komórkowa ma charakterystyczną, dwuwarstwową strukturę, przy czym ściana wewnętrzna jest grubsza, ale łatwo przepuszczająca światło, zaś ściana zewnętrzna jest cienka i słabo przepuszczająca światło. Ponadto u workowców pasożytniczych grzybnia rozwija się głównie na powierzchni kutykuli, między kutykulą a ścianą komórkową, lub między komórkami, bardzo rzadko natomiast wrasta do komórek.
Dawniej anamorfy zaliczano do odrębnej jednostki taksonomicznej zwanej grzybami niedoskonałymi, grzybami anamorficznymi, grzybami mitosporowymi, grzybami bezpłciowymi lub grzybami konidialnymi. W wyniku badań udało się jednak dla wielu z nich znaleźć teleomorfę, przypuszcza się, że posiadają ją również pozostałe gatunki, tylko jest ona dotąd nieznana. Tym samym w nowej klasyfikacji grzybów brak odrębnego taksonu dla grzybów niedoskonałych.
Gatunki grzybów wytwarzające kilka rodzajów anamorf to synanomorfy.